# Stanići (Kapela)
Stanići is een plaats in de gemeente Kapela in de Kroatische provincie Bjelovar-Bilogora. De plaats telt 146 inwoners (2001).